# Мустоя (природный парк)
Мустоя (эст. Mustoja) — природный парк в Эстонии. Располагается на территории волости Сетомаа в уезде Вырумаа.

## Описание
Природный парк получил своё название по ручью Мустоя, протекающему по территории.
Площадь занимаемой территории составляет 34,88 км². Водные объекты занимают 0,4 га территории парка.
Природоохранная деятельность ведётся с 1998 года. Создание природного парка преследовало следующие цели: сохранение редких форм рельефа и лесных экосистем (многовековых лесов, переходных болот и заболоченных лесов, сухих пустошей и песчаников), охрана естественной среды обитания редких растений (гвоздика песчаная, прострел луговой, прострел раскрытый, молодило шароносное, смолёвка зелёноцветковая, дифазиаструм сплюснутый) и животных (обыкновенный вьюн). Кроме того, ценность представляют крупные токовища глухарей.
Для перемещения по территории парка обустроена велосипедная дорожка

## Территория до основания природного парка
Во времена Российской империи прилегающая территория использовалась под пастбища и луга. Здесь же находился полигон, в дореволюционные времена использовавшийся кавалерией Русской императорской армией, во времена Первой Эстонской республики — артиллерией Вооружённых сил Эстонии, в советский период — ВС СССР. Считается, что первозданные ландшафты во многом сохранились благодаря обустройству полигона, поскольку переданные военным земли были изъяты из сельскохозяйственного оборота.